# Claudia Peña Hidalgo
Clàudia Peña Hidalgo, (Barcelona, 26 de octubre de 2004) es una jugadora de rugby española que juega para el equipo Harlequins de la Premiership Women's Rugby y para la selección española.

## Carrera
Clàudia Peña se incorporó al AVR FC Barcelona en 2020 cuando crearon un equipo femenino para competir en la 2ª división de la liga catalana. Esa temporada ascendieron a la División de Honor Catalana, y la siguiente a la División de Honor B de España. Tras otra temporada, consiguieron el ascenso a la Liga Iberdrola, máxima categoría del rugby doméstico español.
Jugó su primer partido internacional contra Rusia en el Campeonato de Europa de 2022  y participó en las series mundiales de rugby Seven de Francia 2023 en Toulouse, donde fue elegida como parte del Dream Team del torneo.
Peña formó parte de la selección española para el WXV 2023  y el WXV 2024.
En junio de 2024 fichó por Harlequins Women.